# Vampir
Vampir (ヴァンピール?) è un manga giapponese del 2007 pubblicato da GP Publishing in Italia nel 2010, scritto da Natsumi Itsuki.
Anche se il nome "Vampir" può dare luogo ad equivoci, questo manga non parla di vampiri ma ne fa solo un'allusione in quanto il protagonista, per metà morto, sopravvive cibandosi dell'energia vitale dei fantasmi. Con questa premessa l'autore spiega il motivo del titolo dell'opera.

## Trama
Ryo Minakawa era uno studente qualunque con una vita qualunque, fin quando una ragazza lanciandosi da un grattacielo lo porta con sé trasformandolo in qualcosa di diverso. Ryo si risveglia in un letto di ospedale e avvertirà subito la capacità di vedere e sentire "cose" che le persone normali non possono captare. Da cosa deriva il suo dono? Alcune delle risposte che sta cercando arriveranno da una ragazza misteriosa, Shou Hokuto, che gli rivelerà una terribile ed inquietante realtà: Ryo appartiene per metà al regno dei morti.

## Volumi
| Nº | Data di prima pubblicazione | Data di prima pubblicazione | Data di prima pubblicazione | Data di prima pubblicazione |
| Nº | Giapponese                  | Giapponese                  | Italiano                    | Italiano                    |
| -- | --------------------------- | --------------------------- | --------------------------- | --------------------------- |
| 1  | 23 aprile 2008              | ISBN 978-4-06-314503-8      | 30 giugno 2010              | ISBN 978-88-6468-097-2      |
| 2  | 23 ottobre 2008             | ISBN 978-4-06-314533-5      | 31 agosto 2010              | ISBN 978-88-6468-098-9      |
| 3  | 23 aprile 2009              | ISBN 978-4-06-314561-8      | 14 novembre 2010            | ISBN 978-88-6468-099-6      |
| 4  | 20 novembre 2009            | ISBN 978-4-06-310608-4      | 16 gennaio 2011             | ISBN 978-88-6468-187-0      |
| 5  | 23 giugno 2010              | ISBN 978-4-06-310674-9      | 24 luglio 2011              | ISBN 978-88-6468-188-7      |